# Cadena de transport d'electrons

Esquema representant la cadena de transport d'electrons al mitocondri. Aquest és el lloc on es produeix la fosforilació oxidativa en eucariotes. El NADH i el succinat generats al cicle de l'acid cítric s'oxiden, proveint energia a través de l'ATP sintetasa

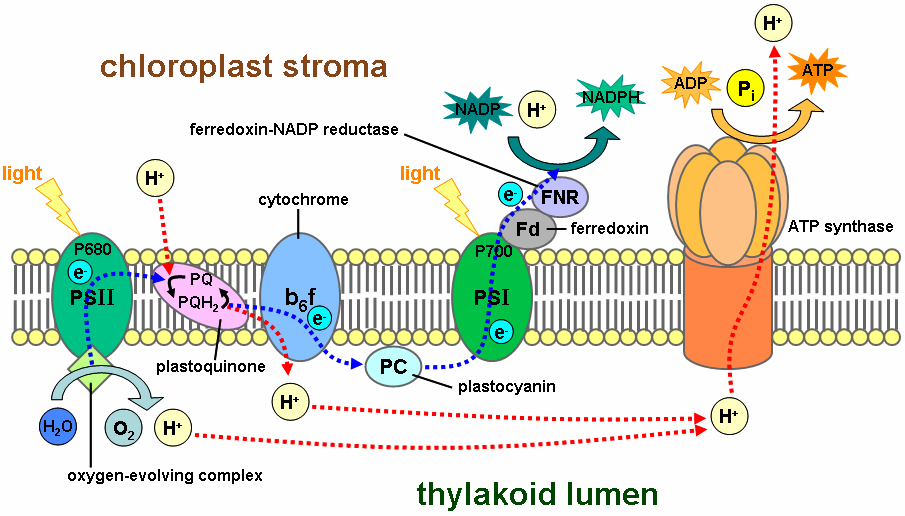
Cadena de transport d'electrons de tipus fotosintètic present a la membrana del tilacoide

Una cadena de transport d'electrons és un sistema bioquímic que acobla la transferència d'electrons entre un donador d'electrons (p. ex.: NADH) i un acceptor d'electrons (p. ex.: O₂) amb la transferència d'ions H+ (protons) a través d'una membrana cel·lular, resultant-ne un gradient electroquímic de protons que es fa servir per generar energia química en forma de trifosfat d'adenosina (ATP). Les cadenes de transport d'electrons són els mecanismes cel·lulars utilitzats per a l'extracció d'energia de la llum solar en la fotosíntesi i també de les reaccions redox, com ara l'oxidació de sucres (respiració).
En els cloroplasts, la llum impulsa la conversió d'aigua en oxigen i NADP+ a NADPH amb la transferència de ions H+ a través de membranes del cloroplast. En els mitocondris, que és la conversió d'oxigen a aigua, NADH a NAD+ i succinat a fumarat que calen per generar el gradient de protons. Les cadenes de transport d'electrons són els principals llocs de flux d'electrons cap a l'oxigen, generant superòxid i resultant potencialment en un augment de l'estrès oxidatiu.
La cadena de transport d'electrons consisteix en una sèrie de reaccions redox separades espaialment en la qual els electrons són transferits d'una molècula donadora a una molècula acceptora. La força subjacent darrere d'aquestes reaccions és l'energia lliure de Gibbs dels reactius i productes. L'energia lliure de Gibbs és l'energia disponible ("lliure") per produir treball. Qualsevol reacció que disminueix el total d'energia lliure de Gibbs d'un sistema és termodinàmicament espontània.
La funció de la cadena de transport d'electrons és produir un gradient electroquímic transmembrana de protons com a resultat de les reaccions redox.
Si els protons "flueixen" a través de la membrana, permeten el treball mecànic, com ara la rotació de flagels bacterians. L'ATP sintasa, un enzim altament conservat entre tots els dominis de la vida, converteix aquesta energia mecànica en energia química mitjançant la producció d'ATP,
que alimenta la majoria de reaccions cel·lulars.

## Cadenes de transport d'electrons als mitocondris
La immensa majoria de cèl·lules eucariotes tenen mitocondris, que produeixen ATP a partir de productes de la cicle de l'àcid cítric, oxidació d'àcids grassos, i l'oxidació d'aminoàcids. A la membrana mitocondrial interna, els electrons del NADH i el succinat passen a través de la cadena de transport d'electrons cap a l'oxigen, que es redueix a aigua. La cadena de transport d'electrons comprèn una sèrie enzimàtica de donadors i acceptors d'electrons. Cada donador d'electrons passa a un acceptor d'electrons més electronegatiu, que al seu torn dona aquests electrons a un altre acceptor, un procés que continua davallant fins que la sèrie d'electrons es passen a l'oxigen, el més electronegatiu i l'acceptor terminal d'electrons en la cadena. El pas d'electrons entre el donador i l'acceptor allibera energia, que s'utilitza per generar un gradient de protons a través de la membrana mitocondrial per al "bombament" actiu de protons a l'espai intermembranós, produint un estat termodinàmic que té el potencial per realitzar treball. Tot el procés es denomina fosforilació oxidativa, ja que l'ADP es fosforila a ATP utilitzant l'energia de l'oxidació de l'hidrogen en molts passos.
Un petit percentatge d'electrons no completa tota la sèrie lligant-se directament a l'oxigen, resultant en la formació del radical lliure superòxid, una molècula altament reactiva que contribueix a l'estrès oxidatiu i s'ha implicat en un nombre de malalties i envelliment cel·lular.

## Transportadors redox mitocondrials
L'energia obtinguda a través de la transferència d'electrons (fletxes negres) que davalla per la cadena de transport d'electrons s'utilitza per a la bomba de protons (fletxes vermelles) de la matriu mitocondrial a l'espai intermembranós, creant un gradient electroquímic de protons a través de la membrana mitocondrial interna anomenat ΔΨ. Aquest gradient de protons permet que la ATP sintetasa (ATPasa) usi el flux de H+ que circula a través de l'enzim cap a l'interior de la matriu per generar ATP a partir d'adenosina difosfat (ADP) i fosfat inorgànic. El complex I (NADH coenzim Q reductasa) accepta electrons dinucleòtid de nicotinamida adenina portador d'electrons (NADH), provinents del cicle de Krebs i els passa al coenzim Q (ubiquinona; UQ), que també rep electrons del complex II (succinat deshidrogenasa). La ubiquinona passa els electrons al complex III (citocrom bc 1 complex), que els passa al citocrom c (cit c). El citocrom c passa els electrons al complex IV (citocrom c oxidasa), que utilitza els electrons i ions d'hidrogen per reduir l'oxigen molecular a aigua.
S'han identificat quatre complexos lligats a membrana al mitocondri. Cadascun és una estructura transmembrana extremadament complexos que estan incrustades a la membrana interna. Tres d'elles són bombes de protons. Les estructures estan connectades elèctricament tant per transportadors d'electrons solubles en lípids com solubles en aigua. La cadena de transport d'electrons global: 
```
NADH
 →
Complex I
→ 
Q
 →
Complex III
→ 
citocrom c
→
Complex IV
 → 
O₂

↑

Complex II

↑

FADH
```

### Complex I
Al complex I (NADH deshidrogenasa, també anomenada NADH: ubiquinona oxidoreductasa, EC 1.6.5.3) el NADH s'oxida a NAD+, els electrons alliberats són captats pel mononucleòtid de flavina oxidat (FMN) que es redueix a mononucleòtid de flavina reduït (FMNH₂) en un pas de dos electrons. FMNH₂ s'oxida, on es transfereix un sol electró a un clúster de Fe-S, i des d'aquest a la ubiquinona (Q). La transferència del primer electró resulta en una forma de Q lliure de radicals (semiquinona), i la transferència del segon electró redueix la forma semiquinona a ubiquinol, QH₂. Durant aquest procés, quatre protons són bombats des de la matriu mitocondrial a l'espai intermembranal. El complex I és un dels llocs principals llocs on els electrons deriven directament a l'oxigen, per tant és un dels principals punts de producció de superòxid perjudicial.

### Complex II
En el complex II (succinat deshidrogenasa, EC 1.3.5.1) el succinat passa a fumarat, alliberant 2 electrons. Aquests dos electrons són captats pel FAD que es redueix a FADH₂. Aquest s'oxida en dos passos (igual que en el complex I) cedint els seus electrons al clúster Fe-S i aquest últim a la ubiquinona (passant pel radical semiubiquinona) que es redueix a QH₂. Igual que en el complex I, quatre protons són bombats cap a l'espai intermembranal. El complex II consta de quatre subunitats proteiques: SDHA, SDHB, SDHC, i SDHD. Altres donadors d'electrons són, per exemple, àcids grassos i glicerol 3-fosfat també cedeixen electrons directes a quinones (a través de FAD i Fe-S).

### Complex III
En el complex III (coenzim Q: citocrom c – reductasa; EC 1.10.2.2), dos electrons són alliberats de QH₂ que són transferits a dues molècules de citocrom c, un portador d'electrons soluble situat dins de l'espai intermembranal. Els dos altres electrons passen a través de la proteïna al lloc Qi on es redueix la part quinona de la ubiquinona a quinol. Es forma un gradient de protons per dues oxidacions de quinol (4H+4e-) en el lloc Qo per fer un quinol (2H+2e-) en el lloc de Qi (en total, sis protons són bombats: dos protons redueixen la quinona a quinol i quatre protons són alliberats a partir de dues molècules de ubiquinol).
Quan la transferència d'electrons es redueix (per un alt potencial de membrana o inhibidors de les vies respiratòries com ara l'antimicina A), el complex III pot cedir electrons directament a l'oxigen molecular, el que resulta en la formació de superòxid.

### Complex IV
Al complex IV (citocrom c oxidasa, EC 1.9.3.1, anomenada també citocrom A3), quatre electrons (presents en quatre molècules de citocrom c) són transferits a l'oxigen (O₂), produint dues molècules d'aigua. Alhora, quatre protons són bombats a través de la membrana, el que contribueix al gradient de protons. L'activitat de la citocrom c oxidasa és inhibida per cianur.

## Cadenes de transport electrònic en bacteris
En eucariotes, el NADH és el donador d'electrons més usat. La cadena de transport és:
NADH → Complex I → Q → Complex III → citocrom c → Complex IV → O₂
on els complexos I, III i IV són les bombes de protons, mentre que Q i citocrom c són transportadors mòbils d'electrons. L'acceptor final d'electrons és l'oxigen molecular.
En procariotes (bacteris i arqueus) la situació és més complexa, perquè hi ha diversos donadors d'electrons i diversos acceptors d'electrons. De forma simplificada la cadena de transport d'electrons en els bacteris és:
```
Donador
 
Donador
 
Donador

↓ ↓ ↓

deshidrogenasa
 → 
quinona
 → 
 
bc
1
 
 → 
citocrom

↓ ↓

oxidasa (reductasa)
 
oxidasa (reductasa)

↓ ↓

Acceptor
 
Acceptor
```

Noteu que els electrons poden entrar a la cadena en tres nivells: A nivell d'una deshidrogenasa, a nivell del «pool» de quinones, o a nivell d'un citocrom. Aquests nivells corresponen a potencials redox successivament més positius, o a una disminució successiva de les diferències de potencial en relació amb l'acceptor terminal d'electrons. En altres paraules, corresponen, successivament, a més petits canvis d'energia lliure de Gibbs per a la reacció redox global donador → acceptor.
Bacteris individuals usen diverses cadenes de transport d'electrons, sovint simultàniament. Els bacteris poden utilitzar diversos donadors d'electrons, diversos deshidrogenases, diverses oxidases i reductases, i diversos acceptors d'electrons simultàniament. Per exemple, E. coli (quan es cultiva aeròbicament utilitzant glucosa com a font d'energia) utilitza dues NADH deshidrogenases i dues oxidases de quinol diferents, per a un total de quatre diferents cadenes de transport d'electrons que funcionen simultàniament.
Una característica comuna a totes les cadenes de transport d'electrons és la presència d'una bomba de protons per crear un gradient de protons transmembrana. Les cadenes de transport d'electrons bacterianes poden disposar de fins a tres tipus de bombes de protons, com els mitocondris, o poden contenir només un o dos. Sempre contenen almenys una bomba de protons.

## Deshidrogenases
Els bacteris poden utilitzar diferents donadors d'electrons. Quan la matèria orgànica és la font d'energia, el donador pot ser NADH o succinat, en aquest cas els electrons entren en la cadena de transport d'electrons a través de la NADH deshidrogenasa (similar al complex I dels mitocondris) o succinat deshidrogenasa (similar al complex II). Es poden utilitzar altres deshidrogenases per processar diferents fonts d'energia: formiat deshidrogenasa, lactat deshidrogenasa, gliceraldehid-3-fosfat deshidrogenasa, H₂ (hidrogenasa), etc. Algunes deshidrogenases són també bombes de protons, altres afegeixen electrons al «pool» de quinones.